# Hymn Konga
La Congolaise – hymn państwowy Konga. Zanim został ostatecznie przyjęty w roku 1991, był także hymnem w latach 1959–1969. Słowa napisał Levent Kimbangui, a muzykę skomponował Français Jacques Tondra.

## Oficjalne słowa hymnu
En ce jour le soleil se lève
Et notre Congo resplendit.
Une longue nuit s'achève,
Un grand bonheur a surgi.
Chantons tous avec ivresse
le chant de la liberté.
Congolais, debout fièrement partout,
Proclamons l'union de notre nation,
Oublions ce qui nous divise,
soyons plus unis que jamais,
Vivons pour notre devise:
Unité, travail, progrès!
Vivons pour notre devise:
Unité, travail, progrès!
Des forêts jusqu'à la savanne,
Des savannes jusqu'à la mer,
Un seul peuple, une seule âme,
Un seul coer, ardent et fier,
Luttons tous, tant que nous sommes,
Pour notre vieux pays noir.
Congolais, debout fièrement partout,
Proclamons l'union de notre nation,
Oublions ce qui nous divise,
soyons plus unis que jamais,
Vivons pour notre devise:
Unité, travail, progrès!
Vivons pour notre devise:
Unité, travail, progrès!
Et s'il nous faut mourir, en somme
Qu'importe puisque nos enfants,
Partout, pourront dire comme
On triomphe en combattant,
Et dans le moindre village
Chantent sous nos trois couleurs
Congolais, debout fièrement partout,
Proclamons l'union de notre nation,
Oublions ce qui nous divise,
soyons plus unis que jamais,
Vivons pour notre devise:
Unité, travail, progrès!
Vivons pour notre devise:
Unité, travail, progrès!